# Cartoon Cartoons
Pour les articles homonymes, voir Cartoon (homonymie).

Logo de la version latino-américaine de Cartoon Cartoons.

Cartoon Cartoons est le nom donné à plusieurs séries originales labellisées par la chaîne de télévision américaine Cartoon Network. Ces dessins-animés ont originellement été entre autres produits par Hanna-Barbera et Cartoon Network Studios. Chacun de ses Cartoon Cartoons ont été diffusés tous les vendredis soirs dans un programme de Cartoon Network nommé Cartoon Cartoon Fridays. En 2005, Cartoon Network arrête l'usage de Cartoon Cartoons.

## Histoire
Les Cartoon Cartoons ont été diffusés dans un programme nommé World Premiere Toons et plus tard en 1995 sur The What a Cartoon! Show, un programme de courts-métrages d'animation produits par Hanna-Barbera Productions et Cartoon Network Studios guidé par Fred Seibert ; Seibert a également influencé Nickelodeon (notamment dans la création des Nicktoons) et avait l'idée de fonder Frederator Studios quelques années plus tard. La première série tirée du What a Cartoon! Show était Le Laboratoire de Dexter en 1996. Un an plus tard, Johnny Bravo et Cléo et Chico rejoignent Dexter dans les diffusions officielles de Cartoon Network. Les Supers Nanas sont labellisées Cartoon Cartoon en 1998. Monsieur Belette et Ed, Edd & Eddy ont été les deux seuls émissions labellisées Cartoon Cartoons à ne pas avoir été diffusées dans les courts-métrages What a Cartoon! Show.

## Liste
| #  | Titre                                    | Première diffusion | Dernière diffusion | Nombre de saisons | Nombre d'épisodes |
| -- | ---------------------------------------- | ------------------ | ------------------ | ----------------- | ----------------- |
| 0  | What A Cartoon!                          | 20 février 1995    | 28 juin 2008       | Courts-métrages   | 48                |
| 1  | Le Laboratoire de Dexter                 | 28 avril 1996      | 20 novembre 2003   | 4                 | 78                |
| 2  | Johnny Bravo                             | 14 juillet 1997    | 27 août 2004       | 4                 | 67                |
| 3  | Cléo et Chico                            | 15 juillet 1997    | 24 juillet 1999    | 4                 | 52                |
| 4  | Monsieur Belette                         | 15 juillet 1997    | 2 mars 2000        | 5                 | 79                |
| 5  | Les Supers Nanas                         | 18 novembre 1998   | 25 mars 2005       | 6                 | 81                |
| 6  | Ed, Edd & Eddy                           | 4 janvier 1999     | 8 novembre 2009    | 6                 | 131               |
| 7  | Mike, Lu & Og                            | 12 novembre 1999   | 18 août 2000       | 2                 | 26                |
| 8  | Courage, le chien froussard              | 12 novembre 1999   | 22 novembre 2002   | 4                 | 52                |
| 9  | Moumoute, un mouton dans la ville        | 4 novembre 2000    | 7 avril 2002       | 2                 | 27                |
| 10 | Time Squad, la patrouille du temps       | 8 juin 2001        | 26 novembre 2003   | 2                 | 26                |
| 11 | Billy et Mandy, aventuriers de l'au-delà | 24 août 2001       | 18 octobre 2002    | 1                 | 13                |
| 12 | Whatever Happened to... Robot Jones?     | 15 juin 2002       | 14 novembre 2003   | 2                 | 14                |
| 13 | Nom de code : Kids Next Door             | 6 décembre 2002    | 21 janvier 2008    | 6                 | 178               |
| 14 | Billy et Mandy, aventuriers de l'au-delà | 13 juin 2003       | 9 novembre 2007    | 6                 | 78                |
| 15 | Vil Con Carne                            | 11 juillet 2003    | 22 octobre 2004    | 2                 | 13                |